# Raychell
Raychell(1월13일~) 일본의 베이시스트, 보컬리스트, 성우.

## 개요
라이브 하우스에서의 스카우트를 받아 2010년에 「LAY」명의로 가수 데뷔.2013년에 현재의 이름으로 개명하였다.
2016년에는, 악곡 「Are you ready to FIGHT」가 카드 파이팅!! 뱅가드 GNEXT의 ED 테마로서 타이업 했다.
2017년에는 재결성한 비주얼계 밴드 SHAZNA에 2nd 보컬로서 가입.
2018년 브시로드의 미디어 믹스 프로젝트 BanG Dream!의 세 번째 리얼 밴드 RAISE A SUILEN의 보컬&베이스로 발탁되었다.
동시에, 같은 작품의 캐릭터인 레이어(화주 레이)역으로서 TV애니메이션 2nd시즌에서 성우 데뷔. 무대 경험도 있었기 때문에, 애프터 레코딩에서는 주위의 프로 성우들이 놀랄 정도의 당당한 연기를 보여주었다.
앞서 설명한 대로 'RAS의 어머니'라고 불릴 만큼 RAS의 어머니적인 존재로, 라이브 당일에는 멤버 및 관계자들에게 직접 만든 요리를 꽂아주거나, 그 밖에도 여러모로 보살핌이 좋다.쿨하고 멋있는 노랫소리에 반해 속은 착한 언니다.
바이오하자드0의 테마송으로 2인조 래퍼 유닛 RICKE&RABBIE와 피처링한 Until the Justice를 발매했다.
그 흐름에서 바이오하자드 리밸레이션스의 레이첼과 이름이 겹친 것으로도 일부 게임 팬들에게 화제가 됐다.
2023년, SHAZNA는 에이스 크루·엔터테인먼트와의 계약을 종료했지만, 그녀는 잔류해 밴드에서는 탈퇴, 완전히 솔로 활동을 계속하고 있다.